# Brogden (Karolina Północna)
Brogden – jednostka osadnicza w Stanach Zjednoczonych, w stanie Karolina Północna, w hrabstwie Wayne.